# Alaunt

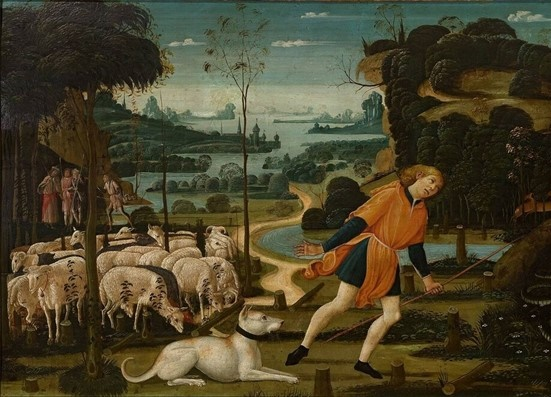
Mittelalterlicher Alaunt als Jagd- und Hirtenhund

Als Alaunt wurde der Vertreter einer heute fast ausgestorbenen Jagdhundrasse bezeichnet. Diese im Mittelalter in vielen Varianten auftretende grimmige weiße Abart von Doggen stammte angeblich von den Kriegshunden der Alanen ab. Die aus dem Kaukasus bzw. vom Kaspischen Meer stammenden Alanen galten als erfahren in der gezielten Züchtung und Abrichtung von Pferden und Hunden. Die von den Alanen ursprünglich als Schäfer- bzw. Herdenschutzhunde genutzten Tiere hatten helle, kurze Haare und ähnelten heutigen kaukasischen Schäferhunden bzw. mittelasiatischen Schäferhunden. Im 5. Jahrhundert gelangten die Hunde im Zuge der Völkerwanderung mit den Alanen zusammen auf die Iberische Halbinsel und wurden im Mittelalter zur Jagd auf Wildschweine, Bären und andere wilde Tiere benutzt. Der spanische Alano und wohl auch die britische Dogge sowie der amerikanische Pitbull stammen möglicherweise von diesen Hunden ab.
Die von Alanen gegründete portugiesische Stadt Alenquer führt noch immer einen Alaunt im Wappen.

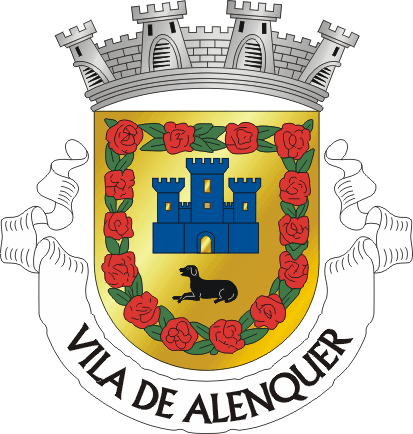
Schwarzer Alaunt im Wappen der Stadt Alenquer
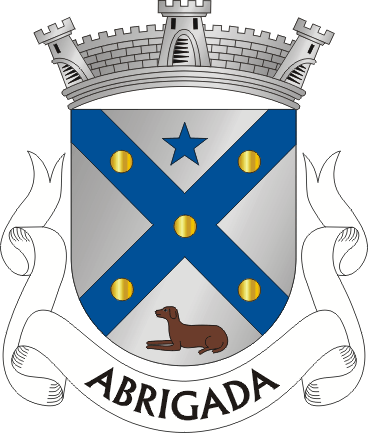
Brauner Alaunt im Wappen des Stadtteils Alenquer-Abrigada
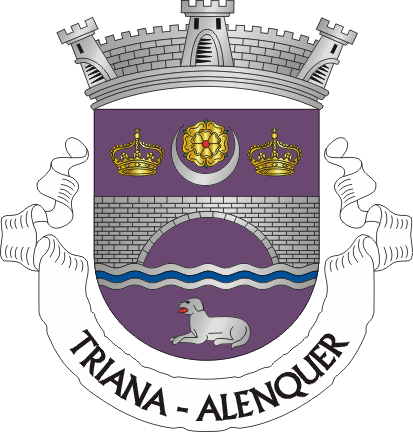
Weißer Alaunt im Wappen des Stadtteils Alenquer-Triana